# Rise of the Triad
Rise Of The Triad es un videojuego de disparos en primera persona desarrollado y distribuido por 3D Realms. El juego narra las aventuras de un grupo de soldados pertenecientes a un grupo llamado HUNT (High risk United Nations Taskforce - en español Grupo de trabajo de Alto Riesgo de las Naciones Unidas) quienes son enviados a la isla de San Nicolás a espiar las actividades de un clan liderado por un hombre que se hace llamar El Oscuro.

## El juego
La mecánica del juego es la clásica dentro del género FPS (First Person Shooter), ésta consiste en una secuencia de niveles que debemos superar uno tras otro. El juego transcurre por diversos escenarios (el castillo, los laboratorios de robótica, el monasterio, etc), cada nivel superado nos dará acceso al siguiente. Conforme pasamos los distintos niveles nos enfrentaremos a diversos "Boss" o "Jefes", hasta que en el último nivel nos enfrentaremos nuestro gran enemigo, "El Oscuro".
La estructura de los niveles se basan en puzzles habituales: encontrar las llaves que nos permiten el acceso a zonas para llegar hasta el final del nivel (una escalera que nos conduce a la siguiente etapa), en tanto enfrentamos a la oposición que ofrecen enemigos cuya variedad abarca desde soldados hasta sacerdotes, incluyendo robots de combate. También se puede acceder a zonas ocultas al pisar en determinados lugares o empujar en ciertas paredes, que nos conducirán a zonas donde encontraremos ítems de salud, armas o puntaje. Dentro de cada etapa, al igual que en otros FPS, se podrá acceder a un nivel secreto, en el cual encontrábamos nuevos desafíos y bonificaciones.
Rise Of The Triad se destaca especialmente sobre otros videojuegos del género por la incorporación de elementos tradicionales de los videojuegos de plataformas, tales como plataformas elevadas, trampas y puntos que, al obtener determinada cantidad, nos proporcionaban vida. Al terminar cada nivel, obteníamos una bonificación opcional dependiendo la totalidad de puntos recolectados, de enemigos eliminados, etc. También al finalizar el juego teníamos acceso a una tabla de puntuaciones, dependiendo la cantidad de puntos obtenidos.
También fue uno de los primeros FPS en permitir la elección de un personaje entre otros, a pesar de que no se diferenciaran entre ellos mediante habilidades y equipamiento como en otros juegos como Hexen o Blood II: The Chosen. Si bien utiliza un motor gráfico obsoleto, con gráficos de 90°, el juego recrea plataformas que simulan escaleras, puentes e incluso introducen elevadores. Se destaca también el sistema de trampas variadas, como columnas gitarorias con cuchillas, paredes móviles o paredes con cañones de fuego, entre otras, capaces de dañar tanto a los personajes como a los enemigos.
El nivel de violencia gráfico es también altamente excesivo: en ocasiones podremos ver a los enemigos saltar en pedazos y ver sus miembros (ojos en particular) chorreando al costado de la pantalla. También podremos verlos quemarse, convertidos en esqueletos que luego son reducidos a ceniza. De cualquier manera, el nivel de violencia y sangre puede reducirse desde el menú principal del juego.
Otro detalle a destacar es el sistema de armamento: el arma por defecto es una pistola con munición infinita, pero con una cadencia de disparo realmente lenta. Se puede incrementar el poder de fuego luego obteniendo una pistola extra y, finalmente, una metralleta MP40, ambas con munición infinita. Se puede también acceder a una cuarta arma, la cual, a diferencia de las anteriores, sí consume munición y no puede recargarse, sino hasta conseguir otra arma. Esta cuarta arma es de carácter potente, ideal para grupos de enemigos numerosos o jefes finales. Sin embargo, sólo se puede escoger una: es decir que, al tomar un cuarto arma, si ya poseemos una en su lugar, dejará la que poseemos para tomar la que recogeremos. Las armas en esta posición pueden ser una bazuca, un Heatseeker (lanzamisiles que buscan al enemigo), un Split misile launcher (que lanza dos cohetes buscadores), un Drunk missile launcher (que lanza varios misiles de pequeño tamaño), una Firebomb (que provoca una fuerte explosión de fuego, muy potente), una Firewall, (que arroja una pared de fuego que reduce a los enemigos a esqueletos cenicientos), un Excalibat (el único arma que puede usarse cuerpo a cuerpo, golpeando a los enemigos, además de arrojar varias pelotas explosivas) o un Dark Staff (un bastón que arroja un hechizo que traspasa a los enemigos, haciéndolos saltar en pedazos).
Otro detalle a destacar es que los enemigos son sprites realizados con actores por medio de Stop motion en lugar de gráficos dibujados con editores de sprites. Como curiosidad, se puede destacar que el villano principal es interpretado por Tom Hall, jefe desarrollador del proyecto.
Como curiosidad, si jugabas el día de Navidad, en la pantalla de carga de los niveles, el personaje principal aparecía con un gorro de Papa Noel.

## Argumento
El juego se orienta, según la secuencia de introducción, en la isla de San Nicolás, un año en el futuro, es decir, el futuro cercano. Cinco hombres pertenecientes al HUNT (Taradino Cassatt, Thi Barrett, Lorelei Ni, Doug Wendt, y Ian Paul Freeley) se encuentran allí, espiando las actividades de un culto dirigido por un multimillonario ocultista conocido como El Oscuro. Poco antes de dar noticia a sus superiores, su medio de transporte, una barca, es descubierta y volada por los guardias. Conocida su posición y sin manera de escapar, los cinco espías no tendrán más opción que adentrarse en el monasterio y detener la amenaza por cuenta propia.

## Desarrollo
Rise Of The Triad iba a ser la continuación de Spear of Destiny, es decir, el tercer juego de la saga Wolfenstein. Desarrollado por Apogee originalmente, los desarrolladores llevaron la idea en 1993 a Id Software, desarrolladora de la saga Wolfenstein para su posterior producción. Sin embargo, éstos, ocupados en la explotación de la saga Doom, y el desarrollo de su sucesor, Quake, quienes decidieron postergar el proyecto, en vistas del motor gráfico obsoleto y que las aventuras de B.J. Blazkowickz, héroe de la saga Wolfenstein, habían quedado en el pasado.
De esta manera, los desarrolladores decidieron llevar a cabo su propia idea bajo el nombre de 3DRealms (desarrolladora del clásico Duke Nukem 3D), y el juego salió a la venta bajo el nombre de Rise Of The Triad y prescindiendo del personaje de Blazkowickz, por razones de copyright. Sin embargo, se pueden apreciar perfectamente los detalles inspirados en la saga: la comunión de fuerzas armadas con ocultismo e ingeniería mecánica, la MP40 (arma por defecto de las tropas alemanas durante la Segunda Guerra Mundial), entre otros.